# Musa Cälil
Musa Cälil /muˈsɑ ʑæˈlil/ (ros. Муса Джалиль, właściwe nazwisko Musa Mostafa ulı Cälilov; ur. 2 lutego?/15 lutego 1906 w wiosce Mustafino w guberni orenburskiej, zm. 25 sierpnia 1944 w więzieniu w Berlinie) – tatarskojęzyczny poeta radziecki, żołnierz Armii Czerwonej podczas II wojny światowej.

## Życiorys
Jako nastolatek zaczął pisać wiersze. Został członkiem Komunistycznej Partii Związku Radzieckiego. Studiował literaturę na Uniwersytecie w Moskwie, a następnie podjął pracę jako dramaturg w Państwowej Operze Tatarskiej w Kazaniu. W 1935 r. zostały opublikowane po rosyjsku jego wiersze. W 1940 r. został przewodniczącym Tatarskiego Związku Literackiego. Po najeździe Niemiec na ZSRR 22 czerwca 1941 r., powołano go do wojska; był komisarzem politycznym i korespondentem wojennym. W czerwcu 1942 r. został ciężko ranny, po czym dostał się do niemieckiej niewoli. Po wyzdrowieniu wstąpił pod fałszywym nazwiskiem Gumierow do kolaboracyjnego Legionu Tatarów Nadwołżańskich (Legion Idel-Ural), składającego się głównie z Tatarów nadwołżańskich i Baszkirów. Służył w oddziale propagandowym. Wkrótce zorganizował tajną grupę żołnierzy Legionu, która prowadziła antyniemiecki sabotaż i dywersję w Lager Jedlnia. Był pomysłodawcą uprowadzenia pociągu z legionistami za linię frontu, na terytoria radzieckie. W sierpniu 1943 r. został aresztowany wraz z towarzyszami broni i osadzony w więzieniu Moabit w Berlinie. 12 lutego 1944 r. skazano go na karę śmierci, wykonaną 25 sierpnia w berlińskim więzieniu Plötzensee poprzez ścięcie toporem. 
2 lutego 1956 pośmiertnie nadano mu tytuł Bohatera Związku Radzieckiego i Order Lenina, a w 1957 pośmiertnie przyznano mu Nagrodę Leninowską. Na jego cześć została nazwana odkryta w 1972 roku planetoida (3082) Dzhalil.
Musa Cälil jest obecnie uważany za jednego z największych tatarskich poetów.

## Twórczość
- "İptäşkä" (1929 r.)
- "Ordenlı millionnar" (1934 r.)
- "Altınçäç" (1935-1940)
- "Xat taşuçı", "İldar" (libretto opery) (1940 r.)
- "Tupçı antı" (1943 r.)